# هابیت: نبرد پنج سپاه
هابیت: نبرد پنج ارتش (به انگلیسی: The Hobbit: The Battle of the Five Armies) بخش سوم سه‌گانهٔ سینمایی  هابیت است. تهیه کنندگی، نویسندگی و کارگردانی این اثر توسط پیتر جکسون انجام شده‌است. این فیلم بر اساس کتابی با همین نام اثر جی آر آر تالکین (۱۹۳۷) ساخته شده‌است. نام این فیلم در ابتدا هابیت: آنجا و بازگشت دوباره بود ولی پیتر جکسون در ۲۵ آوریل ۲۰۱۴ اعلام کرد نام فیلم به هابیت: نبرد پنج ارتش تغییر کرده‌است.
داستان این فیلم در سرزمین میانه و شصت سال قبل از داستان ارباب حلقه‌ها اتفاق می‌افتد. قسمتهایی از فیلم نیز از ضمیمه جلد سوم سه‌گانه ارباب حلقه‌ها برداشت شده‌است. داستان این فیلم مربوط به بیلبو بگینز و دوستش گندالف جادوگر و سیزده ارباب دورف، برای گذر از سرزمین میانه و رسیدن به تنها کوه، بیرون کردن اژدهای اسماگ از اره بور، بیرون راندن سائورون از دول گولدور و نهایتاً نبرد پنج سپاه در کوه اره بور است. تقریباً نیمی از فیلم به سکانس نبرد پنج سپاه اختصاص یافته‌است.
این فیلم به عنوان یکی از پر خرج‌ترین فیلم‌های جهان با بودجه۲۵۰ میلیون دلاری به حساب می‌آید. داستان این فیلم ادامه قسمت قبلی یعنی تباهی اسماگ می‌باشد بیلبو و گروه دورف‌ها شروع به گشتن به دنبال یاقوت فرمانروایی می‌کنند و در پی یافتن آن جواهر تورین هم دیوانه می‌شود پس از ماجراهای بسیار در نبرد با ارک‌ها تورین و دو خواهر زاده اش فیلی و کیلی کشته می‌شوند و این در حالی ایست که کیلی و یک زن الف سخت عاشق هم شده بودند در نهایت بیلبو به شایر بر می‌گردد و مشاهده می‌کند اموال و دارایی‌های خانه اش در حال فروخته شدن است بیلبو علت فروش را جویا می‌شود و مردم به او می‌گویند بیلبو بگینز ۱۳ ماه پیش رفته و دیگر برنگشته است و در این لحظه بیلبو متوجه می‌شود ۱۳ ماه ماجراجویی را پشت سر گذاشته و پس از اثبات هویتش وارد خانه اش می‌شود و فیلم به زمان حال بر می‌گردد و بیلبو که دیگر پیر شده‌است خاطراتش را مرور می‌کند و با دیدن گاندلف مشغول صحبت با او می‌شود و فیلم به پایان می‌رسد.

## داستان
بیلبو و دورف‌ها از فراز کوه تنها نظاره‌گر سوختن لیک‌تاون به دست اژدها، اسماگ، هستند. در همین زمان، بارد از زندان می‌گریزد و با پرتاب تیر سیاه، اسماگ را از پا درمی‌آورد. سقوط جسد آتشین اژدها قایقی را که شهردار لیک‌تاون و اطرافیانش با طلاهای شهر قصد فرار داشتند، نابود می‌کند. پس از مرگ شهردار، بارد رهبری مردم را به عهده گرفته و آن‌ها را به خرابه‌های دیل هدایت می‌کند. در سوی دیگر، تورین که حالا مالک گنجینه عظیم کوه شده، دیوانه‌وار در جست‌وجوی سنگ آرکن است؛ سنگی که بیلبو مدت‌ها پیش یافته اما آن را پنهان کرده است. وقتی تورین متوجه می‌شود بازماندگان لیک‌تاون به دیل پناه برده‌اند، فرمان می‌دهد ورودی کوه را مسدود کنند.
در همین حال، گالادریل، الروند و سارومان به قلعه دول‌گولدور می‌رسند و گندالف را از اسارت آزاد کرده و با راداگاست به مکانی امن می‌فرستند. آن‌ها سپس با نزگول‌ها می‌جنگند و آن‌ها را شکست می‌دهند. در ادامه، با تجسمی بدون شکل از سائورون روبه‌رو می‌شوند که گالادریل موفق می‌شود او را به شرق تبعید کند. آزوگ در حال حرکت به سوی اره‌بور با ارتش عظیم اورک‌هاست و پسرش بولگ را به گونداباد می‌فرستد تا ارتش دوم را فراخواند. لگولاس و تائوریل شاهد حرکت بولگ و پیوستن اورک‌های مهاجم و خفاش‌های غول‌پیکر به ارتش او هستند.
در این میان، تراندوئیل با ارتش الف‌ها به دیل می‌رسد تا بخشی از گنجینه شاه دورف‌ها، ترور، را مطالبه کند. بارد از تورین می‌خواهد سهم وعده‌داده‌شده گنج را به مردم لیک‌تاون بدهد، اما تورین با حرص امتناع می‌کند. گندالف از راه می‌رسد تا تراندوئیل و بارد را از تهدید ارتش آزوگ آگاه کند، اما تراندوئیل هشدار را نادیده می‌گیرد. بیلبو پنهانی سنگ آرکن را از کوه بیرون می‌برد و به بارد و تراندوئیل می‌دهد تا آن را به‌عنوان ابزار مذاکره برای جلوگیری از جنگ به کار ببرند. تورین با عصبانیت پیشنهاد را رد می‌کند و بیلبو را به‌خاطر طمع و تغییر شخصیتش سرزنش می‌کند. تورین در خشم نزدیک است بیلبو را بکشد، اما گندالف مانع می‌شود. هم‌زمان، داین، پسرعموی تورین، با ارتش دورف‌ها به میدان می‌رسد. درست پیش از آغاز نبرد میان ارتش دورف‌ها، الف‌ها و انسان‌ها، نیروهای آزوگ از راه می‌رسند. داین، تراندوئیل، بارد، گندالف و بیلبو برای مقابله با دشمن متحد می‌شوند، در حالی‌که بارد نیروهایش را برای دفاع از دیل عقب می‌کشد.
درون کوه، تورین با درک اشتباهاتش و گذر از حرص و خودخواهی، به خود می‌آید و به همراه افرادش وارد میدان نبرد می‌شود. او همراه دوالین، فیلی و کیلی راهی ریون‌هیل می‌شود تا آزوگ را نابود کند. هم‌زمان، تائوریل و لگولاس نیز از راه می‌رسند تا درباره ارتش دوم اورک‌ها هشدار دهند و بیلبو داوطلب می‌شود تا این خبر را به تورین برساند. او با کمک حلقه جادویی‌اش، نامرئی از میان میدان نبرد عبور می‌کند. اما آزوگ فیلی را در برابر چشمان بیلبو و سایر دورف‌ها به قتل می‌رساند. بولگ نیز پس از غلبه بر تائوریل، کیلی را که به کمکش آمده می‌کشد. در ادامه، لگولاس در نبردی سخت بولگ را از پا درمی‌آورد. عقاب‌های عظیم‌جثه همراه با راداگاست و بیورن به میدان می‌رسند و سرانجام اورک‌ها شکست می‌خورند. در اوج نبرد، تورین با آزوگ درگیر می‌شود و با وجود پیروزی در نبرد، خود نیز به‌شدت مجروح می‌شود. بیلبو در لحظات پایانی با تورین آشتی می‌کند، در حالی‌که تائوریل برای کیلی سوگواری می‌کند. تراندوئیل به لگولاس توصیه می‌کند تا به شمال رفته و مردی با نام «استرایدر» را بیابد.
در پایان، بازماندگان گروه تورین به کوه بازمی‌گردند و داین به‌عنوان پادشاه جدید دورف‌ها تاج‌گذاری می‌کند. بیلبو با خداحافظی از همراهانش، همراه گندالف راهی شایر می‌شود. هنگام جدایی، گندالف به دانستن درباره حلقه جادویی بیلبو اشاره می‌کند و هشدار می‌دهد، اما بیلبو وانمود می‌کند که آن را از دست داده است. با رسیدن به بگ‌اند، بیلبو می‌بیند که اموالش در حال حراج است چون او را مرده فرض کرده‌اند. او مزایده را متوقف کرده، خانه‌اش را مرتب می‌کند و در نهایت مشخص می‌شود که هنوز حلقه را دارد. شصت سال بعد، بیلبو در جشن تولد ۱۱۱ سالگی‌اش با دیدار گندالف، ماجرای جدیدی را آغاز می‌کند.

## بازیگران
- مارتین فریمن در نقش بیلبو بگینز
  - ایان هولم در نقش بیلبو بگینز پیر
- ایان مک‌کلن در نقش گندالف خاکستری
- ریچارد آرمیتاژ در نقش تورین سپر بلوط
- اورلاندو بلوم در نقش لگولاس گرینلیف
- اوانجلین لیلی در نقش تائوریل
- لوک ایوانز در نقش بارد کمان‌دار
- بندیکت کامبربچ در نقش اسماگ / سائورون
- لی پیس در نقش تراندوئیل
- گراهام مک‌تاویش در نقش دوالین
- کن استات در نقش بالین
- ایدن ترنر در نقش کیلی
- دین اوگورمن در نقش فیلی
- مانو بنت در نقش آزوگ حرمت‌شکن
- مارک هادلو در نقش دوری
- جد بروفی در نقش نوری
- آدام براون در نقش آوری
- جان کالن در نقش اوین
- پیتر هامبلتون در نقش گلوین
- ویلیام کیرچر در نقش بیفور
- جیمز نسبیت در نقش بوفور
- استیون هانتر در نقش بمبور
- کیت بلانشت در نقش گالادریل
- هوگو ویوینگ در نقش الروند
- کریستوفر لی در نقش سارومان سفید
- سیلوستر مک‌کوی در نقش راداگاست قهوه‌ای
- جان توئی[۱] در نقش بولگ
- بیلی کانلی در نقش دِین دوم پا آهنی
- میکل پرشبرانت در نقش بیئورن
- استیون فرای در نقش پادشاه شهر دریاچه
- رایان گیج در نقش آلفرد لیکسپیتل
- مارک میتچینسون[۲] در نقش براگا
- جان بل در نقش بین
- پگی[۳] و مری[۴] نسبیت در نقش‌های سیگرید و تیلدا
- سایمون لندن[۵] در نقش فِرِن